# IC 35
IC 35 — галактика типу Sc (компактна спіральна галактика) у сузір'ї Риби.
Цей об'єкт міститься в оригінальній редакції індексного каталогу.